# I. Sverker svéd király
I. Sverker Kolsson vagy Idősebb, ill. Botlábú Sverker (1100 k. – 1156. december 25.) svéd király 1130-tól haláláig.

## Élete
Sverker életéről való forrásaink nem megbízhatóak, és fenntartásokkal kezelendők. Édesapja feltehetően östergötlandi parasztember, akinek neve Kol, Cornube, Karnuka, vagy Ulf lehetett. Egyes források Erik Årsällt nevezik apjának. Sverker először nagy valószínűség szerint csak az östergötlandi királyi címet tudhatta magáénak, majd az I. Magnussal vívott kemény harc után lett az egész ország királya. 1130-ban lett egész Svédország királya. Országa külpolitikai helyzetét házasodással próbálta stabilizálni. Első felesége a norvég Ulvhild Håkansdotter, akinek halála után a lengyel Rikissa hercegnőt vette feleségül (I. Magnus volt felesége), aki III. Boleszláv fejedelem leánya volt. Ezzel a házassággal Västergötlandban is királyként akarta elismertetni magát. Sverker és Ulvhilds nevéhez fűződik az első cisztercita kolostor megalapítása Svédországban, melyet 1143-ban, Alvastrában építettek. 1150-ben Sverker feltehetőleg háborúba keveredett Dániával, de szövetségeseivel Smålandból kiindulva elűzték a támadókat. Sverkert vélhetőleg 1156-ban ölte meg saját szolgája úton a karácsonyi misére. Földi maradványait Alvastrában helyezték végső nyugalomra.

## Gyermekei
Sverker első házasságát Ulvhilddal (1095 – 1148), Haakon Finsson leányával, II. Inge svéd király és Niels dán király özvegyével kötötte 1134-ben, aki négy gyermeket szült férjének:
- Károly[4] (1130 – 1167. április 12.)
- Helena [vagy Elin] (1135 k. – 1158 után) ∞ III. Knut dán király
- Johann Sverkersson[4] (? – 1153/1154)
- Ingegerd[4] (? – 1204)

Sverker második felesége Lengyelországi Ryksa (1116. április 12. – 1156 után) volt, I. Magnus svéd király és Novgorodi Vlagyimir özvegye; két gyermekük született:
- Boriszláv[4] (? – 1169)
- Sune Sik[4] (1154 – 1202 k.)

## Fordítás
- Ez a szócikk részben vagy egészben  a   Sverker I. (Schweden) című német Wikipédia-szócikk ezen változatának fordításán alapul.  Az eredeti cikk szerkesztőit annak laptörténete sorolja fel. Ez a jelzés csupán a megfogalmazás eredetét és a szerzői jogokat jelzi, nem szolgál a cikkben szereplő információk forrásmegjelöléseként.

## Külső hivatkozások
- Bengans historiasidor (svéd nyelven). Wadbring.com